# Comuna Vilșana, Nedrîhailiv
Vilșana (în ucraineană Вільшана) este o comună în raionul Nedrîhailiv, regiunea Sumî, Ucraina, formată din satele Biloiarske, Fartușîne, Filonove, Nemudruii, Revî, Șapovalove, Vesnohirske și Vilșana (reședința).

## Demografie
Componența lingvistică a comunei Vilșana
     Ucraineană (98,32%)
     Rusă (1,49%)
     Alte limbi (0,08%)
Conform recensământului din 2001, majoritatea populației comunei Vilșana era vorbitoare de ucraineană (98,32%), existând în minoritate și vorbitori de rusă (1,49%).